# Хрестово-купольний храм
Хрестовокупольна система (трапляється варіант назви хрестово-купольна) — система перекриття храмів, квадратна або прямокутна в плані, у центрі якого знаходиться купол, що на вітрилах спирається на чотири стовпи, які ділять простір на дев'ять частин, при цьому до центрального простору примикають хрестоподібно розташовані циліндричні склепіння, перекриті коробовими або півциліндричними склепіннями. План будівлі передає форму хреста, центр якого увінчувався куполом.
Хрестово-купольні храми відзначалися масивністю стін та підпор, урочистими інтер'єрами з великими поверхнями, які багато прикрашалися розписами, мозаїками.